# Беатриз Луенго
Беатриз Луенго Гонзалез (шп. Beatriz Luengo González; Мадрид, 23. децембар 1982) је шпанска глумица и певачица, најпознатија по улози Лоле у серији Корак напред.
Рођена је 23. децембра 1982. године у Мадриду, Шпанија. Још као мала, одлучила је да постане глумица, плесачица и певачица, видевши Лајзу Минели у филму Кабаре. Због тога се посветила студијама на Краљевској плесној академији, где је студирала балет, џез плес, фанки плес и фламенко.
Када је имала десет година, са две другарице је основала групу Тату. Чак су и снимиле један албум, али је у то време њихова издавачка кућа затворена, тако да цд са њиховим песмама никада није објављен. Ипак, дочекала је свој тренутак славе 2002. године, када је заиграла у серији Корак напред и постала члан групе УПА Денс. Од тада је једна од најпопуларнијих звезда Шпаније. Удата је са кубанског музичара Јотуела Ромера са којим има двоје деце, и ког је упознала током снимања серије "Корак напред".

## Дискографија

### Албуми са групом "Упа денс"[6]
- 2002: UPA Dance
- 2003: UPA Dance live
- 2003: Un dos tres
- 2005: Contigo
- 2023: UPA Next Dance

### Албуми као соло извођач[7]
- 2005: Mi generación
- 2006: BL
- 2008: Carrousel
- 2011: Bela y sus Moskitas muertas
- 2018: Cuerpo y alma

#### Дуети
- 2008: Dime са Питингом
- 2011: Como tú no hay 2 са Јотуелом Ромером
- 2012: Platos rotos са Јотуелом Ромером
- 2014: Quítatelo са Алехандром Гузман
- 2016: Más que suerte са Хесусом Наваром
- 2017: Te echo de menos са Леонелом Гарсијом и Син Бандера
- 2018: Aquí te espero са Карлосом Ривером
- 2018: Caprichosa са Малом Родригез
- 2019: Si un dia vuelves са Абелом Пинтосем
- 2020: Ojos de Mandela са Алехандром Санзом
- 2020: Hawai (Girl) са Малумом
- 2021: Chanteito Pa' Un Ex са Дарелом